# Webová hra
Webová hra (též browser hra) je online počítačová hra, kterou hráči ovládají pouze prostřednictvím standardního webového prohlížeče. Výhodou takových her je jednoduchá dosažitelnost (lze hrát na prakticky libovolném počítači připojeném do internetu, bez potřeby instalace nějakého dodatečného software), nevýhodou bývá horší grafické zpracování a omezenější funkcionalita.
Některé webové hry jsou také dostupné jako mobilní aplikace, jako počítačové hry nebo na herních konzolích. Výhoda webových verzí je ale v tom, že hra nemusí být instalovaná na počítači; webový prohlížeč může stáhnout jen to důležité. Na rozdíl od ostatních verzí mohou webové hry mít horší kvalitu nebo omezenější funkcionalitu. 
Front end webové hry je ta část, která běží na webovém prohlížeči uživatele. Je implementována pomocí standardních webových technologií jako jsou HTML, CSS, JavaScript a WebAssembly. Navíc technologie WebGL umožňuje více sofistikovanou grafiku. Pro back end webové hry lze využít mnoho různých serverových technologií. 
V minulosti se mnoho webových her vytvářelo pomocí Adobe Flash, ale dnes už nemůžete tyto hry hrát v moderních webových prohlížečů, jako je Google Chrome, Safari, Firefox a dalších, protože podpora pro Adobe Flash skončila 31. prosince 2020. Spoustu Flash her je stále možné hrát kvůli projektu Flashpoint, který zachovává spoustu Flash her. Některé hry je také možno hrát tehdy, pokud se jejich tvůrce rozhodl udělat verzi hry, která není závislá na Adobe Flash. 

## Používané technologie

### Na straně klienta
Nejjednodušší webové hry fungují na čistém (X)HTML (s grafickou stránkou doplněnou obrázky a kaskádovými styly). Jelikož je HTML statické, je tento způsob realizace vhodný spíše pro tahové hry, ve kterých neprobíhá akce v reálném čase. Rozšíření funkcionality lze snadno dosáhnout s využitím klientského JavaScriptu, který umožňuje pohodlnější ovládání a lepší aktualizaci některých informací, zvláště při využití technologie AJAX.
Všechny dosud uvedené technologie jsou podporovány již v základní instalaci všech moderních běžně používaných prohlížečů, takže je lze hrát na opravdu téměř každém počítači. Jako webové hry však lze označit také o něco pokročilejší hry, které se sice ovládají prostřednictvím prohlížeče, ale vyžadují instalaci nějakého rozšiřujícího programu. K těmto rozšiřujícím technologiím patří zejména Java nebo Flash.

#### Flashové hry
Flashové hry jsou do stránky vloženy jako interaktivní objekt a automaticky se načtou a spustí při otevření stránky v prohlížeči (za předpokladu, že je do prohlížeče podpora pro Flash nainstalována). Flashové hry jsou zpravidla poměrně jednoduché a časově nenáročné, jejich velká část ani nepodporuje hru více hráčů a nevyužívá možnosti komunikace přes internet (či velmi omezeně, např. k udržování seznamu nejvyšších dosažených skóre). Avšak se čím dál častěji objevují i flashové hry, které lze hrát s ostatními hráči.
Nejdříve se jednalo jen o několik málo zahraničních webů, jejichž hry se moc neodlišovaly od tehdy největšího konkurenta Javy. Posléze však vznikají další verze Flashe a to umožňuje stále dokonalejší a sofistikovanější zábavu. Původní piškvorky a lodě tak vystřídaly multimediální střílečky a strategie.
Velké množství flashových her je k dispozici zdarma, existuje mnoho serverů, které se na tyto hry specializují (a vydělávají prostřednictvím internetové reklamy). Technologie Flash v současné době prakticky nemá v tomto oboru konkurenci, Java je v tomto ohledu již prakticky mrtvou technologií. V budoucnu bude s Flashem patrně soupeřit technologie Microsoft Silverlight.
Tvorba aplikací ve Flashi se provádí pomocí programu Macromedia Flash Professional. V tom se vytváří jak grafická část hry, tak samotný program. Pomocí časové osy se zde dají naprogramovat animace, akce apod.
V dnešní době se stává z tvorby flash her dost velký byznys. Mezi výrobce patří Panel Monkey Games, Armor Games, 3games. Hry ve Flashi baví stále více a více lidí. Flash hry se dostávají také na mobilní telefony, kde lze dnes hrát hry, které jsme v devadesátých letech minulého století hrávali na osobních počítačích. Díky flashovým technologiím tak na mobilních telefonech ožívají klasické hry jako jsou například Pacman, Cover Orange nebo Secret of Monkey Island.

### Na straně serveru
Z hlediska serveru tvoří online hry běžné webové stránky s dynamickým obsahem. Používají se proto obvyklé webové servery jako např. Apache či IIS a technologie pro dynamické webové stránky jako PHP, ASP/ASP.NET atd.